# Cuisine des Hakkas

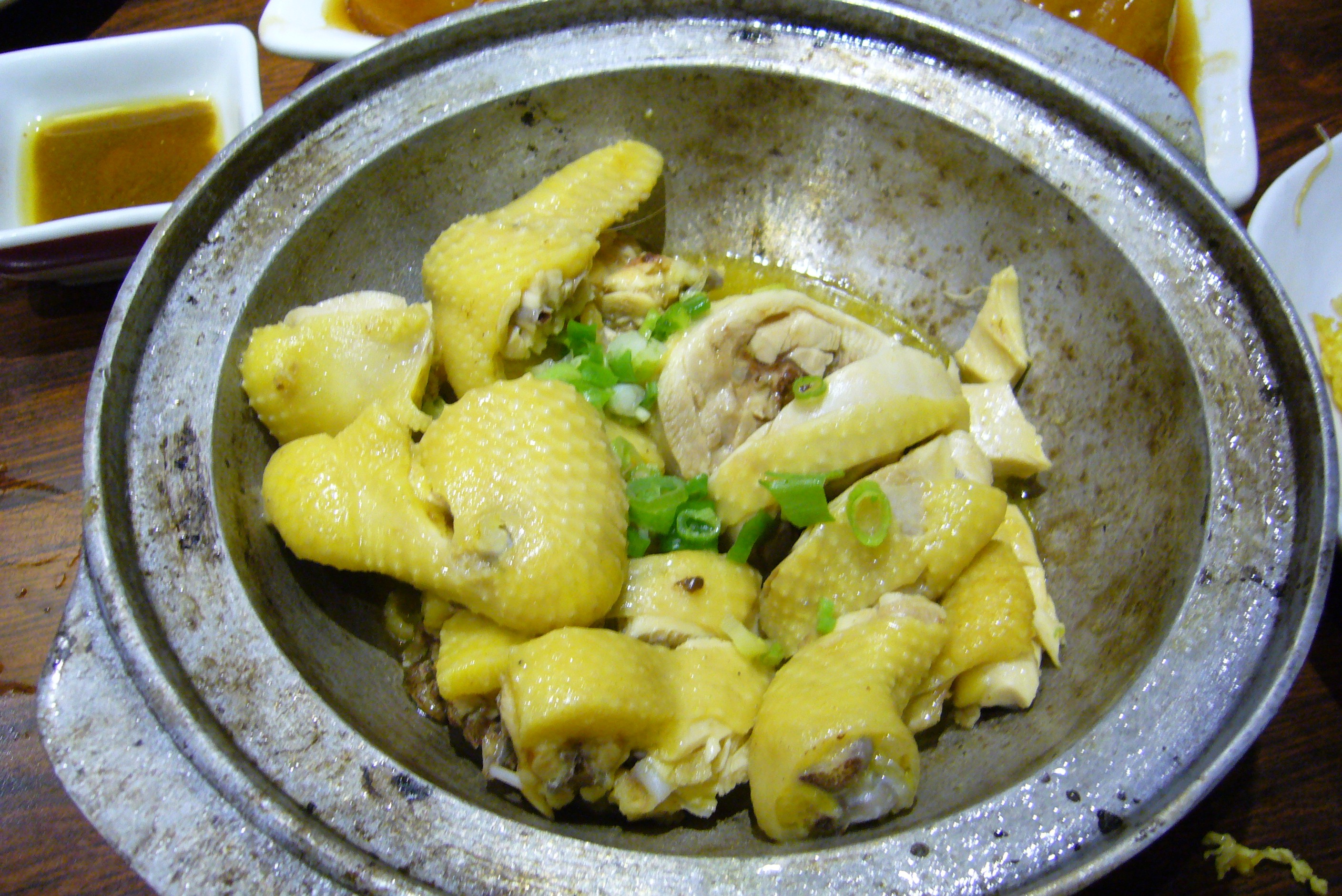
Poulet en croûte de sel.

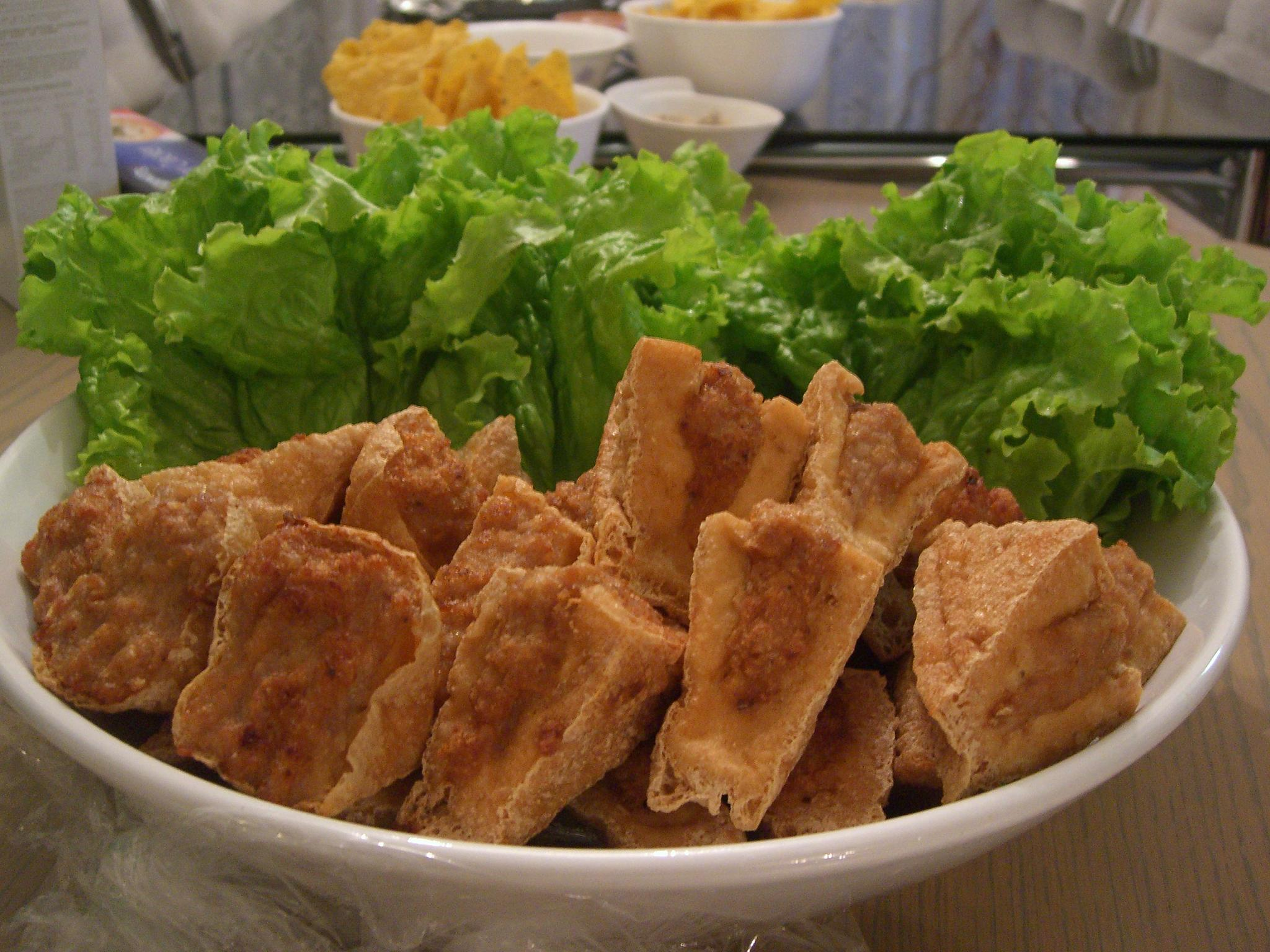
Tofu farci au porc haché.

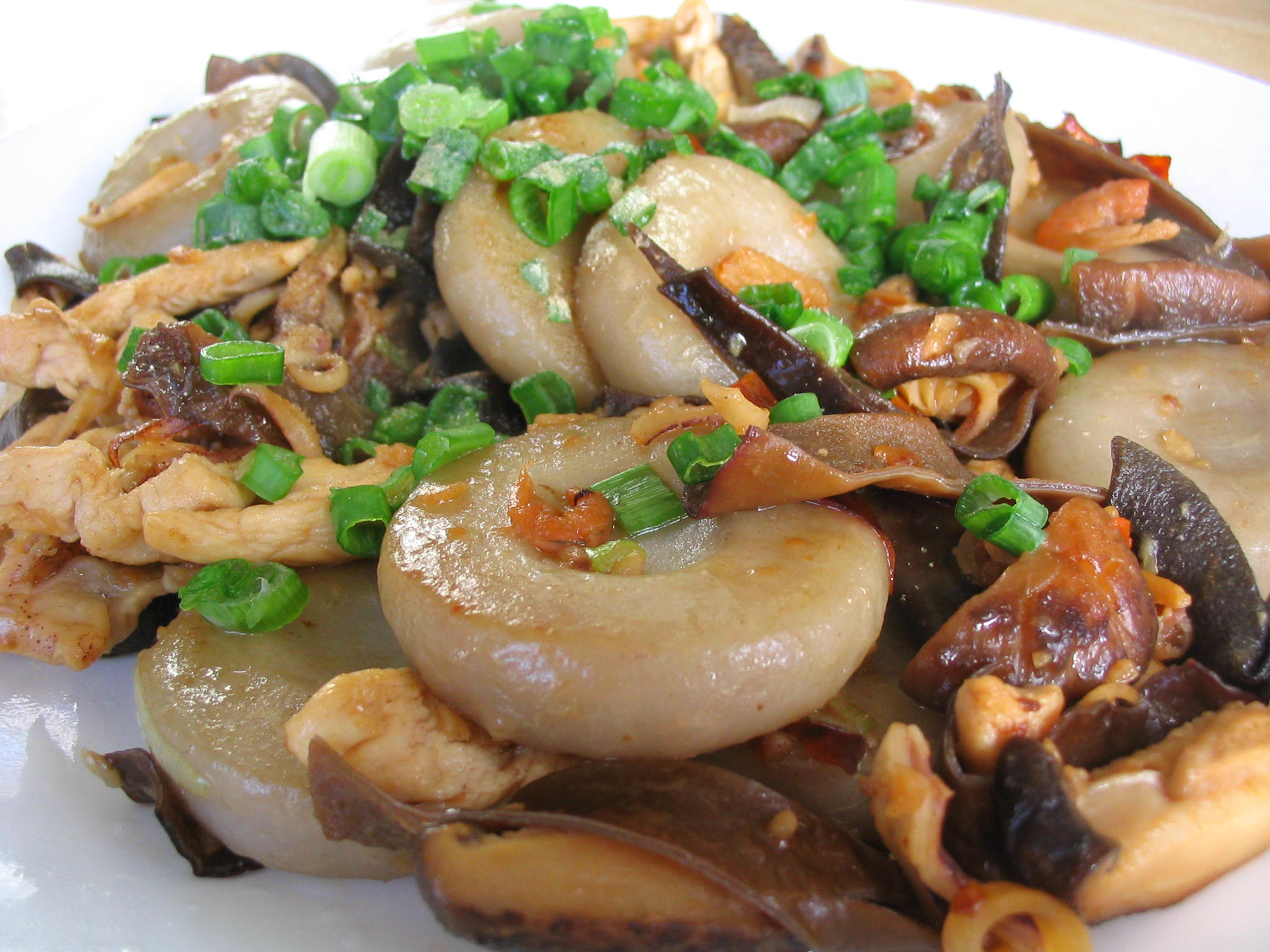
Pâte de tapioca et d’igname en forme de boulier.

La cuisine des Hakkas (chinois : 客家菜 ; pinyin : kèjiā cài) également appelée en chinois 东江菜, dōngjiāng cài, est la cuisine créée et pratiquée par la minorité chinoise des Hakkas (客家人, kèjīa rén) ou « familles invitées ou visiteuses ». Ce sont des Chinois Han vivant dans le sud-est de la Chine, principalement dans les provinces du Guangdong et du Fujian, qui se considèrent comme les lointains descendants de réfugiés originaires des provinces du Nord. Ils habitent traditionnellement dans les montagnes où ils ont dû travailler durement pour survivre.
Voyageurs immigrés venant de la lointaine Chine du Nord, les Hakkas emportaient souvent leur nourriture, la conservation se faisant sous forme de salaisons ou de séchage. La cuisine hakka est nourrissante : salée, aromatique, grasse, huileuse et bien cuite. Elle est sobre et se limite à une saveur par plat : douce, salée, aigre, amère. La cuisson est simple sans beaucoup de décoration ;  le temps de cuisson peut être long. La production de riz étant limitée en montagne, ils utilisent beaucoup les patates douces, les racines de taros et les ignames. Les plats les plus typiques comportent beaucoup d’abats. Le bœuf et le poisson sont assez rares.
La cuisine hakka n’est donc pas une cuisine régionale mais plutôt une cuisine ethnique. Cette cuisine est répandue dans le sud-est de la Chine ainsi qu’à Hong Kong, Singapour, Taiwan et en Malaisie. 

## Plats représentatifs
- Poulet en croûte de sel (東江鹽焗雞, dongjiāng yán jú jī).
- Canard farci avec riz glutineux (糯米鴨, nuò mǐ yā).
- Bouillon de bœuf haché en boulettes (牛肉丸子汤, niúròu wánzǐ tāng).
- Tranches de porc en alternance avec des feuilles de moutarde en conserve (扣肉, kòu ròu).
- Fondue hakka (盆菜, pén cài).
- Tofu farci au porc haché (酿豆腐, niàng dòufǔ).
- Marmite de tofu farci (東江釀豆腐煲, dōngjiāng niàng dòufǔ).
- Lei cha, une boisson faite d’un mélange pilonné de thé vert, de cacahuètes, de menthe, etc. (擂茶, léi chá).

## Entremets
- Pâte de tapioca et d’igname en forme de boulier (算盘子, suàn pánzǐ) ; peut être cuite avec de l’émincé de poulet, de porc, de crevettes ou de légumes.
- Gelée de mesona, herbe apparentée à la menthe (仙草, xiān cǎo).

## Galerie

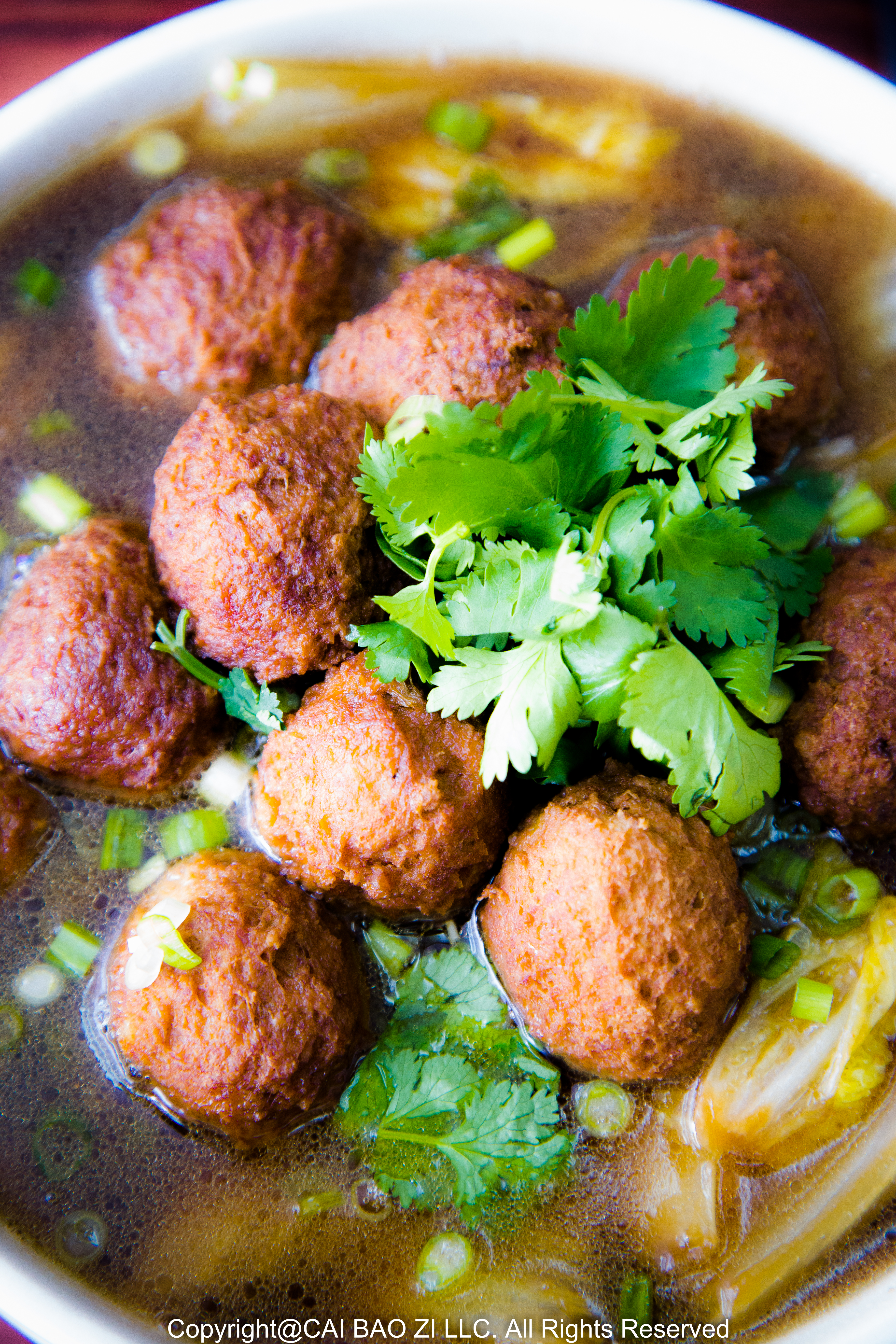
Soupe de boulettes de viande, de chou et de vermicelles (白菜粉条丸子汤, báicài fěntiáo wánzi tāng).
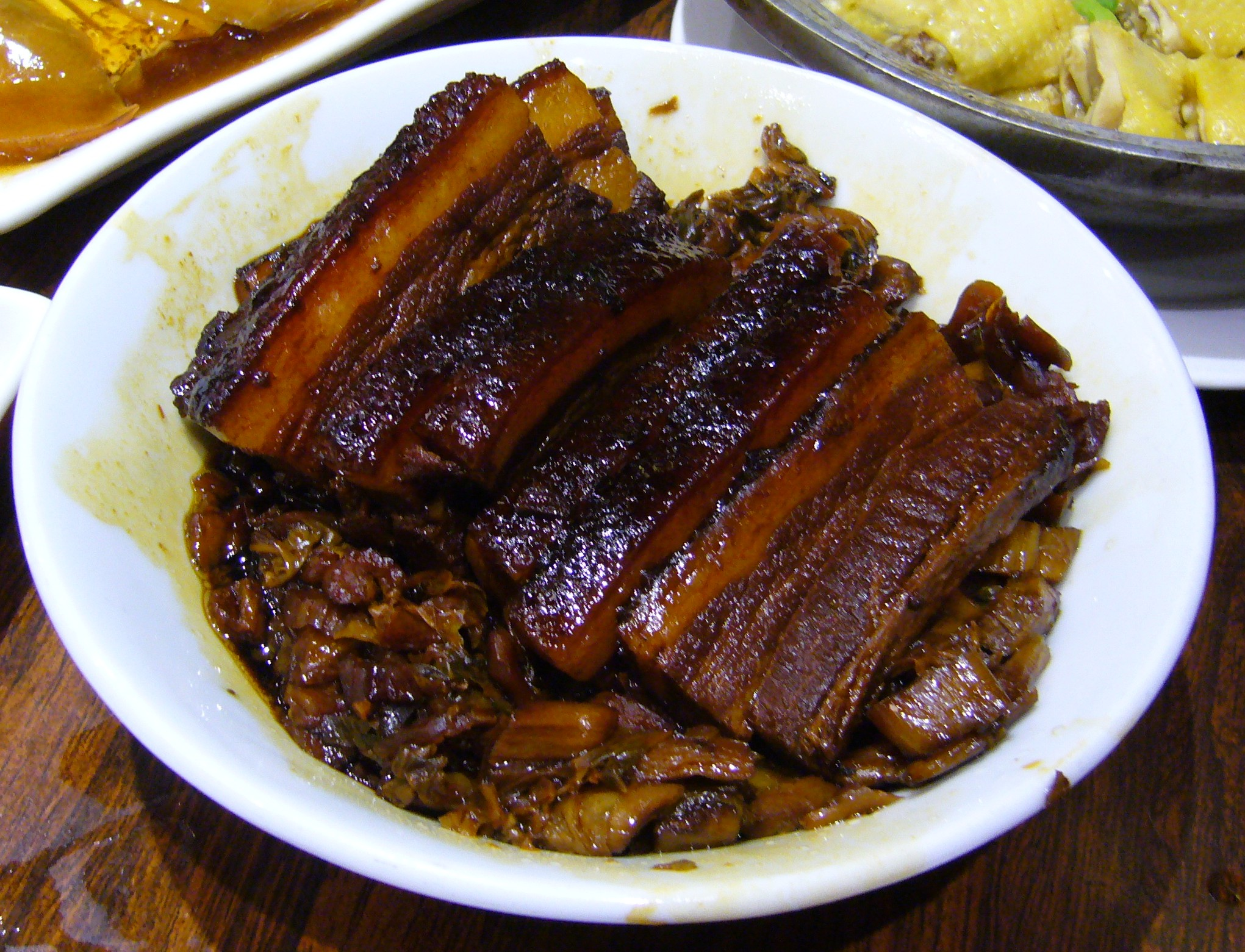
Tranches de porc et feuilles de moutarde (扣肉, kòu ròu).
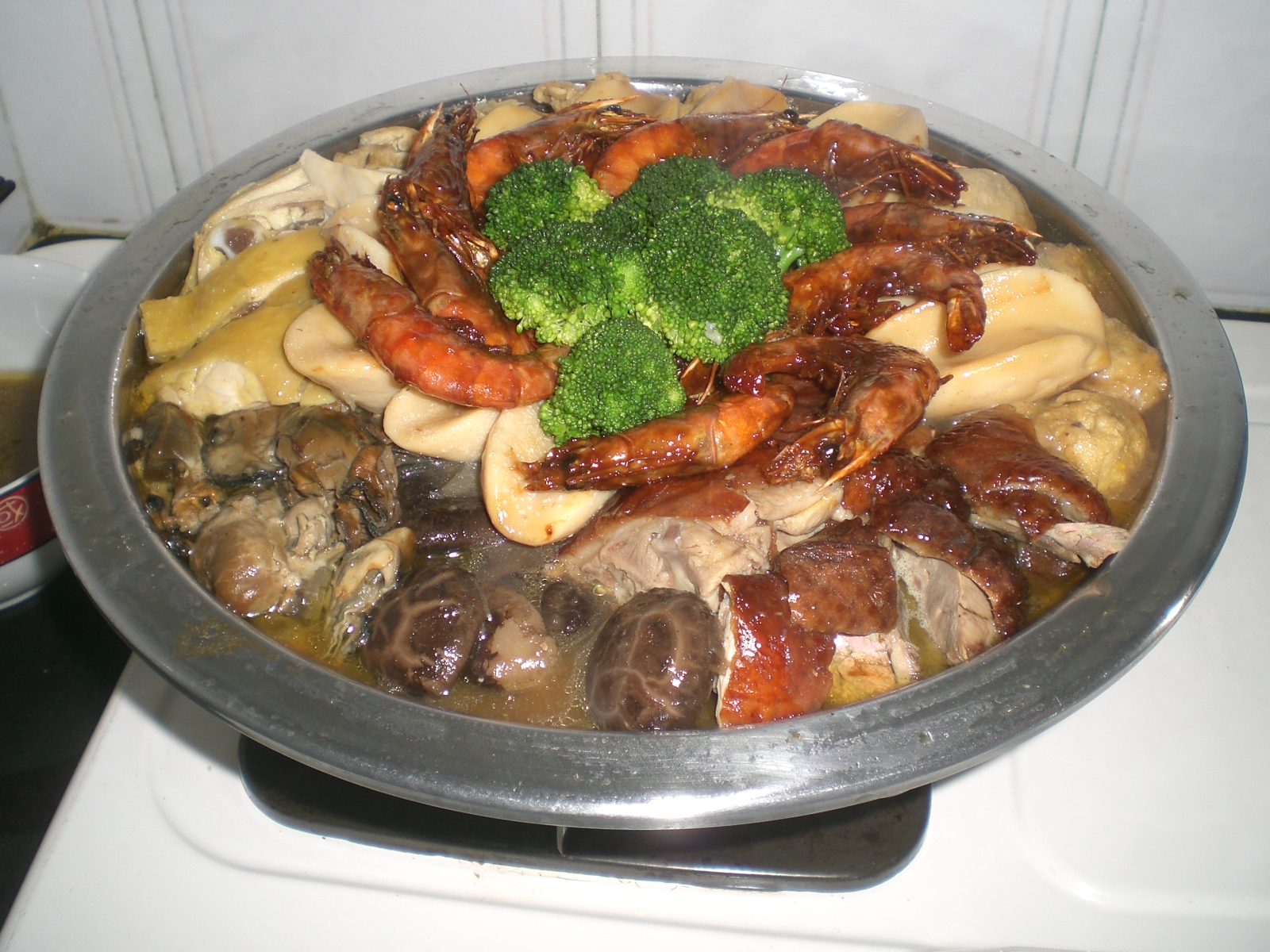
Fondue hakka (盆菜, pén cài).
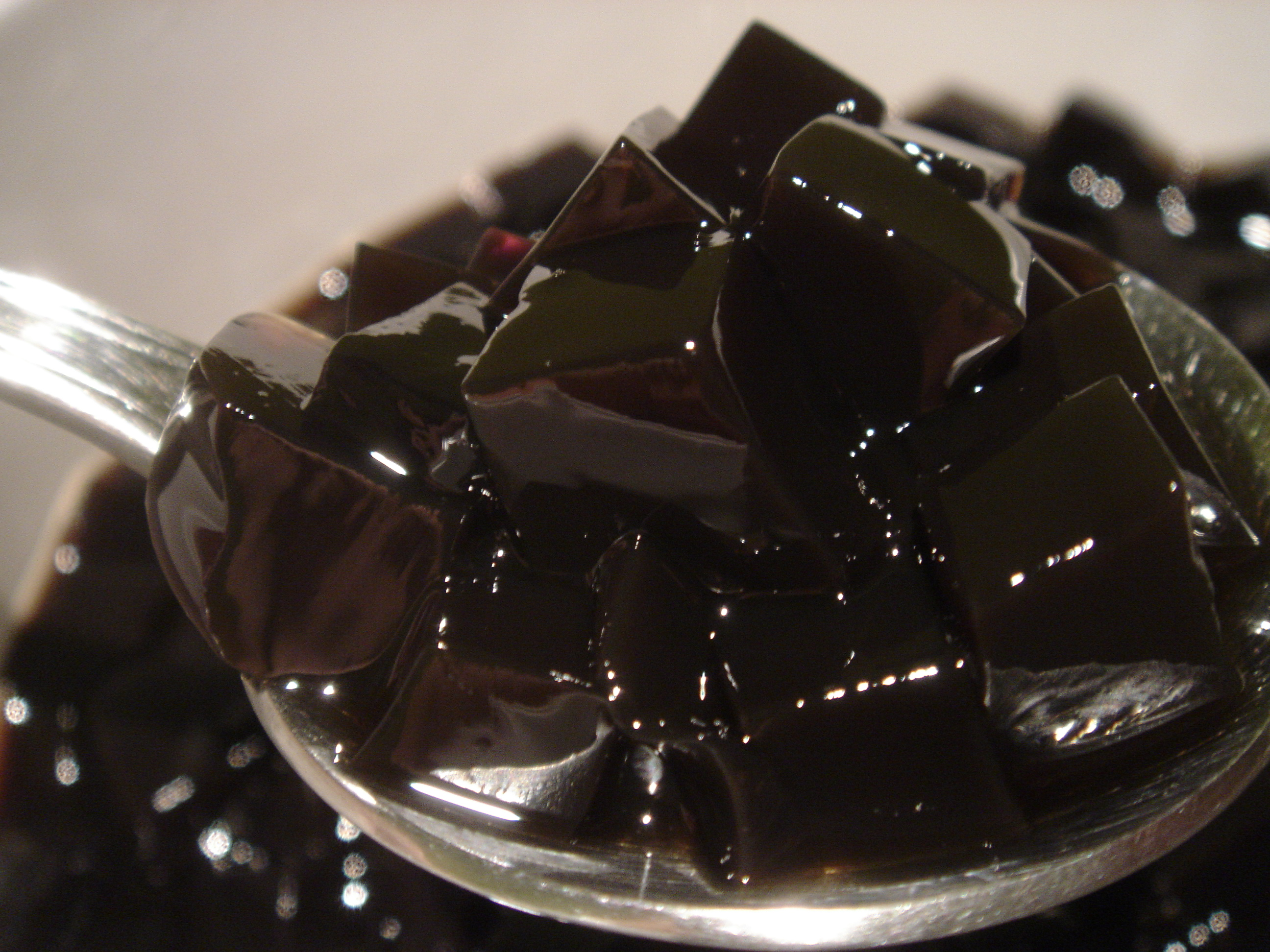
Gelée de mesona (仙草, xiān cǎo).